# Euphyia bisignata
Euphyia bisignata är en fjärilsart som beskrevs av Walker 1862. Euphyia bisignata ingår i släktet Euphyia och familjen mätare. Inga underarter finns listade i Catalogue of Life.